# São Miguel do Anta (kommun)
São Miguel do Anta är en kommun i Brasilien.   Den ligger i delstaten Minas Gerais, i den sydöstra delen av landet, 800 km sydost om huvudstaden Brasília. Antalet invånare är 6 750.
Följande samhällen finns i São Miguel do Anta:
- São Miguel do Anta

Omgivningarna runt São Miguel do Anta är huvudsakligen savann. Runt São Miguel do Anta är det ganska glesbefolkat, med 43 invånare per kvadratkilometer.